# غراهام مارس
غراهام مارس (بالإنجليزية: Graham March)‏ هو لاعب كرة قدم أسترالية أسترالي، ولد في 4 مايو 1925 في سيمور في أستراليا، وتوفي بنفس المكان في 17 مايو 2016.

## وصلات خارجية
- غراهام مارس على موقع AustralianFootball.com (الإنجليزية)
- غراهام مارس على موقع AFLtables.com (الإنجليزية)